# Nikita Sergejewitsch Korowkin
Nikita Sergejewitsch Korowkin (russisch Никита Сергеевич Коровкин; * 12. April 1983 in Slatoust, Russische SFSR) ist ein ehemaliger russischer Eishockeyspieler, der zuletzt beim HK Witjas aus der Kontinentalen Hockey-Liga unter Vertrag stand.

## Karriere
Nikita Korowkin begann seine Karriere als Eishockeyspieler in seiner Heimatstadt in der Nachwuchsabteilung von Taganai Slatoust, von wo aus er zum HK Traktor Tscheljabinsk wechselte, für dessen zweite Mannschaft er in der Saison 1999/2000 in der drittklassigen Perwaja Liga aktiv war. Anschließend zog es den Verteidiger nach Nordamerika, wo er zunächst vier Jahre lang in der kanadischen Juniorenliga Western Hockey League für die Kamloops Blazers, die ihn beim CHL Import Draft 2000 in der ersten Runde als insgesamt 31. Spieler ausgewählt hatten, und die Tri-City Americans aktiv war. Daraufhin wurde er von den San Diego Gulls verpflichtet, für die er von 2004 bis 2006 in der ECHL auf dem Eis stand. In der Saison 2004/05 kam er zudem zu zwei Einsätzen für die Syracuse Crunch in der American Hockey League.
Die Saison 2006/07 begann Korowkin bei den Phoenix Roadrunners in der ECHL, verließ das Franchise allerdings nach nur sechs Einsätzen bereits wieder und der Russe verbrachte die gesamte restliche Spielzeit bei deren Ligarivalen Pensacola Ice Pilots. Zur Saison 2007/08 kehrte der Rechtsschütze nach insgesamt sieben Jahren in Nordamerika in seine russische Heimat zurück, wo er einen Vertrag bei seinem Ex-Klub HK Traktor Tscheljabinsk aus der Superliga erhielt. Dort kam er in seiner ersten Spielzeit im Profieishockey in Russland zu einem Tor und drei Vorlagen in insgesamt 32 Spielen. Als der HK Traktor zur Saison 2008/09 in die neu gegründete Kontinentale Hockey-Liga aufgenommen wurde, wurde Korowkin Stammspieler in Tscheljabinsk.
2011 wechselte er zu Witjas Tschechow und absolvierte in der folgenden Spielzeit 39 KHL-Partien für seinen neuen Klub. Zur folgenden Spielzeit wurde er von Amur Chabarowsk verpflichtet, ehe er ein Jahr später wieder zum HK Witjas zurückkehrte, wo er 2014 seine Karriere beendete.

## Statistik
(Stand: Ende der Saison 2013/14)